# Masaaki
Masaaki ist ein männlicher japanischer Vorname.

## Namensträger
- Masaaki Endō (* 1967), japanischer Sänger und Songwriter
- Masaaki Hatsumi (* 1931), Oberhaupt des Bujinkan
- Masaaki Hayakawa (1934–2024), japanischer Komponist und Dirigent
- Masaaki Higashiguchi (* 1986), japanischer Fußballspieler
- Masaaki Kanda (* 1951), japanischer Politiker
- Masaaki Ōsawa (* 1946), japanischer Politiker
- Masaaki Shirakawa (* 1949), japanischer Volkswirt und 30. Gouverneur der Bank of Japan
- Masaaki Suzuki (Chemiker) (* 1947), japanischer Chemiker
- Masaaki Suzuki (Musiker) (* 1954), japanischer Dirigent, Organist und Cembalist
- Tachihara Masaaki (1926–1980), japanischer Schriftsteller
- Masaaki Tanaka (Künstler) (* 1947), japanischer Künstler
- Masaaki Tanaka (Poolbillardspieler) (* 1974), japanischer Poolbillardspieler
- Masaaki Tsukada (1938–2014), japanischer Synchronsprecher
- Masaaki Yamazaki (* 1942), japanischer Politiker
- Masaaki Yuasa (* 1965), japanischer Anime-Regisseur und Animator